# والتر استال
والتر استال (انگلیسی: Walter Stull؛ ‏ ۲۷ ژانویهٔ ۱۸۷۹ – ۱۰ ژوئن ۱۹۶۱) بازیگر اهل ایالات متحده آمریکا بود.
از فیلم‌هایی که وی در آن‌ها نقش داشته‌است، می‌توان به خروجی اینجاست، استخدام و اخراج، قلب‌های شکسته، امور مالی آشفته، فراز و نشیب‌ها، شکارچیان نیمه‌شب، درهم‌ریخته و ترمیم‌شده، شهریاران سرعت، هارمونی سرکوب‌شده، خشک‌شویی، مرغان، استخدام آزمایشی و عشق، فلفل و شیرینی اشاره نمود.